# 遠征穆斯塔加奈姆
穆斯塔加奈姆的遠征（1558年），為一場西班牙軍隊試圖佔領穆斯塔加奈姆之戰役。該遠征本應為征服鄂圖曼帝國的阿爾及爾攝政的決定性一步，但最終以「災難性」失敗告終。

## 背景
1506年，西班牙從穆斯林手中奪得穆斯塔加奈姆港，該港口隨後成為馬格里布沿岸之西班牙領地的一部分，包括自1496年以來被佔領的梅利利亞（1496年）、凱比爾港（1505年）、奧蘭（1509年）、貝賈亞（1510年）、的黎波里（1510年）、阿爾及爾、歇爾謝爾、代利斯、特內斯。
1516年，穆斯塔加奈姆被來自阿爾及爾攝政的巴巴羅薩·海雷丁帕夏佔領，並且加固當地的防禦工事，繼而成為奧蘭的主要對手。從1519年，巴巴羅薩將自己置於鄂圖曼帝國的保護下，從而讓穆斯塔加奈姆成為鄂圖曼的領土。
先前西班牙曾在1543年與1547年進行兩次遠征，但都被擊退且被鄂圖曼軍隊追擊的情況下撤離。而在這次遠征前，鄂圖曼在地中海取得了一些成功，尤其是在1551年的的黎波里之圍以及西班牙遠征馬赫迪耶的失敗。與此同時，位於阿爾及爾的巴巴里海盜也開始行動。

## 遠征與結果
戰役最終大約有12,000名西班牙士兵被俘，奧蘭總督阿爾考德伯爵在該遠征中喪生。其子唐·馬丁·德·科爾多瓦，未來的奧蘭總督也在這場災難中被捕，並將作為基督教奴隸被囚禁在阿爾及爾的貝勒貝伊哈珊帕夏之下，直到他得到23,000埃斯庫多之巨額贖金為止。穆斯塔加奈姆遠征的失敗也意味著西班牙和摩洛哥之間建立大聯盟來對抗鄂圖曼帝國這個共同敵人的嘗試之終結。

## 註腳
1. 1 2  Micheal Clodfelter. . McFarland. 9 May 2017: 25  [2022-07-24]. ISBN 978-0-7864-7470-7. （原始内容存档于2022-04-24）.
2. ↑  Hugh Roberts, Berber Government: The Kabyle Polity in Pre-colonial Algeria , IB Tauris , 2014, p.  195
3. ↑  Gaïd, Mouloud (1975). L'Algérie sous les Turcs （页面存档备份，存于） (in French). Maison tunisienne de l'édition.
4. 1 2 3 4  .   [2022-07-24]. （原始内容存档于2022-05-22）.
5. 1 2  .   [2022-07-24]. （原始内容存档于2022-02-09）.
6. ↑  "But as early as 1516 Mostaganem fell into the hands of the Turks. From then on, being the rival of Spanish Oran, it saw its importance increase." Algeria Hildebert Hisnard p.158
7. ↑  .   [2022-07-24]. （原始内容存档于2015-04-05）.
8. 1 2  .   [2022-07-24]. （原始内容存档于2022-05-22）.
9. ↑  .   [2022-07-24]. （原始内容存档于2022-05-20）.
10. ↑  "the failure at Mostaganem, which brought the collapse of grandiose projects of alliance with Morocco" in MEDITERRANEAN AND THE MEDITERRANEAN WORLD IN THE: AGE OF PHILIP II -2 by Fernand Braudel p.855 （页面存档备份，存于）